# Otto Winkelmann
Otto Winkelmann (né le 10 septembre 1894 à Bordesholm, mort le 24 ou le 25 septembre 1977 à Horn-Bad Meinberg) est un officier allemand pendant la Seconde Guerre mondiale, membre de la Schutzstaffel, où il possède le grade de SS-Obergruppenführer et de général de la Waffen-SS et de la police.
Au cours de la Seconde Guerre mondiale, Winkelmann est le Chef supérieur de la SS et de la Police en Hongrie et pendant peu de temps responsable de la défense de Budapest devant l'invasion soviétique.